# Elektrontranszportlánc

A mitokondrium elektrontranszportlánca végzi az eukarióták oxidatív foszforilációját. A citromsavciklus során termelődő NADH és szukcinát oxidációja biztosít energiát az ATP szintéziséhez.

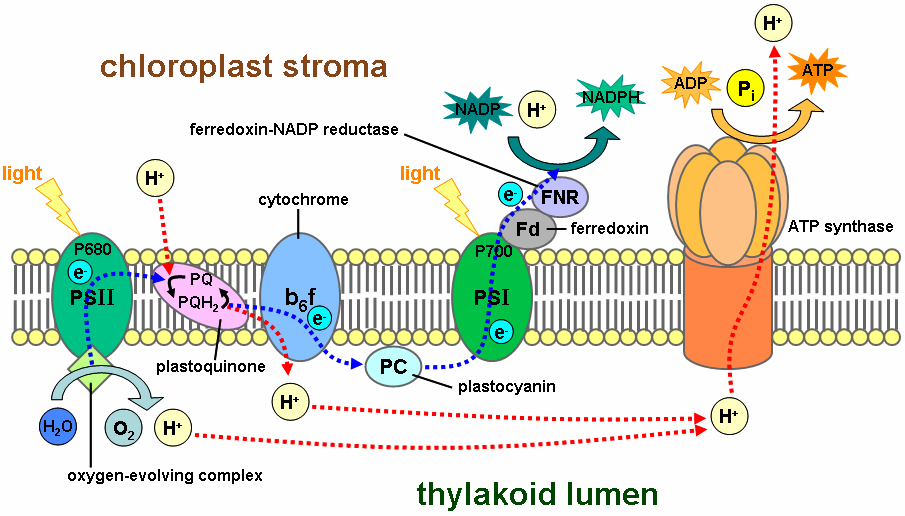
A tilakoid membrán fotoszintetikus elektrontranszportlánca

Az elektrontranszportlánc vagy elektronszállító rendszer egy sor elektronszállító vegyületből áll, melyek redoxireakciók útján elektronokat juttatnak el az elektrondonoroktól az elektronakceptorokig, amit protonok (H+ ionok)  membránon történő átjutása kísér. Ez olyan protongradienst hoz létre, ami az ATP-szintézist, tehát a kémiai energia adenozin-trifoszfát formájában történő felhalmozását teszi lehetővé.
Elektrontranszportlánc közvetítésével megy végbe a fotoszintézis során a napfény energiájának redoxireakciókkal történő megcsapolása vagy a sejtlégzés során a cukrok oxidálódása. Eukarióta élőlényekben az elektrontranszportlánc a mitokondrium mitokondrium belső membránjában található meg, az ATP-szintázzal történő oxidatív foszforiláció helyszínén. Megtalálható a fotoszintetizáló élőlények kloroplasztiszának tilakoid membránjában is. Baktériumokban az elektrontranszportlánc a sejtmembránban helyezkedik el.
A kloroplasztiszokban a fény energiája szükséges a víz átalakulásához oxigénné és NADP+-szá, majd NADPH-vá, miközben a fotofoszforilációhoz szükséges H+-ionok jutnak át a kloroplasztiszmembránokon. A mitokondriumokban pedig az oxigén vízzé, NADH NAD+-szá és szukcinát fumaráttá alakulása hozza létre a protongradienst. 
Az elektrontranszportlánc az a hely, ahol az oxigén túl korán elektronhoz juthat, szuperoxidot létrehozva, hozzájárulva az oxidatív stressz megnövekedéséhez.

## Háttér
Az elektrontranszportlánc térben elválasztott redoxireakciók sorozata, melyekben elektronok közvetítődnek donor molekuláktól akceptor molekulákig. A reakciókat a reagáló anyagok és a végtermékek szabadentalpiája hajtja. A Gibbs-féle szabadentalpia a munkavégzés számára „ingyen” rendelkezésre álló energia – bármely reakció, amely csökkenti egy rendszer összes szabadentalpiáját, termodinamikailag spontán végbemehet.
Az elektronszállító rendszer feladata, hogy a redoxireakciókon keresztül a membránon túli protongradienst hozzon létre. Ha protonok jutnak át a membránon, az mechanikai munkavégzést tesz lehetségessé, például egy bakteriális ostor mozgatását. Az ATP-szintáz, ami egy rendkívül jól konzervált enzim, ezt a mechanikai munkát kémiai energiává alakítja a sejtben folyó legtöbb reakciót működtető ATP termelésével.
Kis mennyiségű ATP előállhat szubsztrátszintű foszforiláció, például glikolízis során. A legtöbb szervezetben az ATP többségét az elektrontranszportláncok állítják elő, csak néhányuk folyamodik ehhez a fermentációhoz.